# Menno Bergsen
Menno Bergsen (Oud-Beijerland, 26 agosto 1999) è un calciatore olandese, portiere dell'Helmond Sport.

## Carriera
Cresciuto nel settore giovanile del Dordrecht, ha esordito in prima squadra il 5 maggio 2018, in occasione dell'incontro d'andata del primo turno dei play-off di Eerste Divisie vinto ai rigori contro il Cambuur. Dopo un'ulteriore presenza nei play-off, questa volta nell'andata del secondo turno contro lo Sparta Rotterdam, è stato ceduto all'Eindhoven, sempre in seconda divisione, dove però ha collezionato soltanto 6 presenze. Nel gennaio del 2020 è passato agli slovacchi dell'AS Trenčín, con cui ha totalizzato 9 presenze tra campionato e coppa nell'arco di una stagione e mezza.
L'8 giugno 2021 viene acquistato dagli sloveni del Maribor, con cui debutta in campionato il 23 aprile 2022 subentrando dopo quindici minuti di gioco ad Ažbe Jug. Dopo aver totalizzato dieci presenze alla prima stagione in Slovenia, inizia la seconda debuttando nelle competizioni europee: il 6 luglio in Champions League contro lo Šachcër Salihorsk (0-0) e il 4 agosto in Europa League contro l'HJK (0-2).

## Statistiche

### Presenze e reti nei club
Statistiche aggiornate al 19 agosto 2022.
| Stagione          | Squadra           | Campionato        | Campionato | Campionato | Coppe nazionali | Coppe nazionali | Coppe nazionali | Coppe continentali | Coppe continentali | Coppe continentali | Altre coppe | Altre coppe | Altre coppe | Totale | Totale |
| Stagione          | Squadra           | Comp              | Pres       | Reti       | Comp            | Pres            | Reti            | Comp               | Pres               | Reti               | Comp        | Pres        | Reti        | Pres   | Reti   |
| ----------------- | ----------------- | ----------------- | ---------- | ---------- | --------------- | --------------- | --------------- | ------------------ | ------------------ | ------------------ | ----------- | ----------- | ----------- | ------ | ------ |
| 2017-2018         | Dordrecht         | 1D                | 0+2        | 0 + -3     | CO              | 0               | 0               |                    | -                  | -                  |             | -           | -           | 2      | -3     |
| 2018-2019         | Eindhoven         | 1D                | 6          | -8         | CO              | 0               | 0               |                    | -                  | -                  |             | -           | -           | 6      | -8     |
| 2019-gen. 2020    | Eindhoven         | 1D                | 0          | 0          | CO              | 0               | 0               |                    | -                  | -                  |             | -           | -           | 0      | 0      |
| Totale Eindhoven  | Totale Eindhoven  | Totale Eindhoven  | 6          | -8         |                 | 0               | 0               |                    | -                  | -                  |             | -           | -           | 6      | -8     |
| gen.-giu. 2020    | AS Trenčín        | SL                | 4          | -6         | CS              | 1               | -2              |                    | -                  | -                  |             | -           | -           | 5      | -8     |
| 2020-2021         | AS Trenčín        | SL                | 4          | -9         | CS              | 0               | 0               |                    | -                  | -                  |             | -           | -           | 4      | -9     |
| Totale AS Trenčín | Totale AS Trenčín | Totale AS Trenčín | 8          | -15        |                 | 1               | -2              |                    | -                  | -                  |             | -           | -           | 9      | -17    |
| 2021-2022         | Maribor           | 1.SNL             | 5          | -6         | CS              | 1               | -2              | UECL               | 0                  | 0                  |             | -           | -           | 6      | -8     |
| 2022-2023         | Maribor           | 1.SNL             | 5          | -12        | CS              | 0               | 0               | UCL+UEL+UECL       | 4+2+1              | -1 + -3 + 0        |             | -           | -           | 12     | -16    |
| Totale carriera   | Totale carriera   | Totale carriera   | 26         | -44        |                 | 2               | -4              |                    | 7                  | -4                 |             | -           | -           | 35     | -52    |

## Palmarès

### Club

#### Competizioni nazionali
- Campionato sloveno: 1

Maribor: 2021-2022